# Bottega dell'Opera del Duomo
La bottega dell'Opera del Duomo è un edificio del centro storico di Firenze, situato in via dello Studio 3 angolo via della Canonica 1A rosso e via delle Oche (piazzetta Cardinale Giovanni Benelli), nei pressi di Santa Maria del Fiore. È un laboratorio tuttora attivo per la manutenzione del corredo scultoreo della cattedrale e degli altri edifici di piazza del Duomo.

## Storia e descrizione

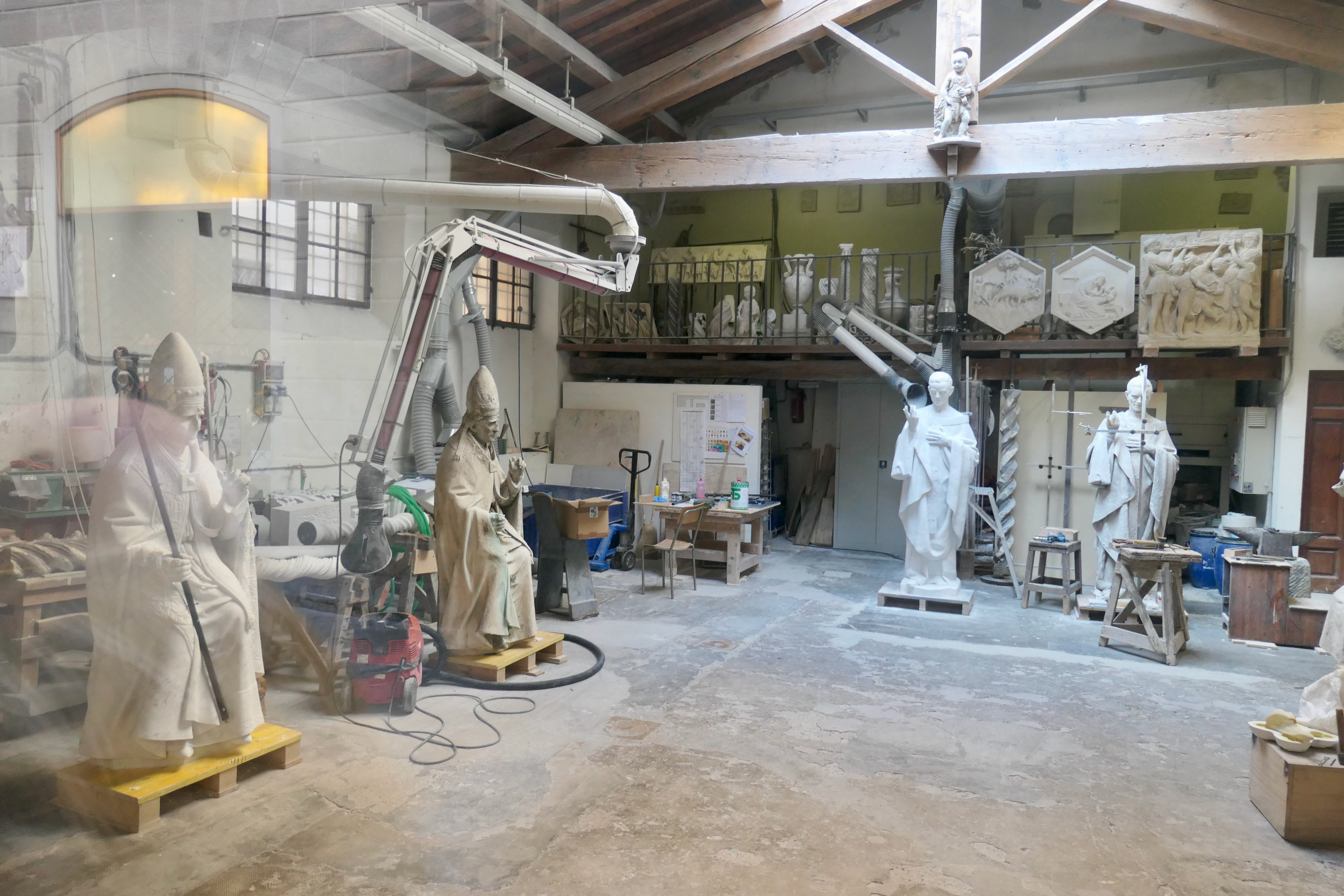
Interno (2019; vi si notano originali da cui viene tratta una copia di statue sulla facciata di Santa Maria del Fiore)

Posto a pochi passi dalla cattedrale, si tratta di un edificio insolitamente basso con tetto spiovente, nel quale sono ospitati i laboratori che un tempo si trovavano nei pressi dell'abside della cattedrale (dove oggi c'è il Museo dell'Opera del Duomo). In tali ambienti, in particolar modo nello scomparso cortile porticato, gli scalpellini crearono le sculture per la decorazione esterna soprattutto della cattedrale e del campanile. Nel Settecento il vecchio cortile venne lasciato, preferendogli una "rotonda" che ancora oggi esiste in piazza delle Pallottole, sempre a pochi passi dal Duomo.
Nell'odierno laboratorio, costruito secondo forme che sanno di antico nella seconda metà del XIX secolo, gli scalpellini moderni si occupano della realizzazione di copie di sculture da inserire al posto degli originali per ragioni di salvaguardia. Il laboratorio possiede sia strumenti antichi che moderni per la scultura e viene aperto al pubblico una volta all'anno, l'8 settembre in occasione della festa della nascita di Maria.
Sull'angolo con via delle Oche è "un'edicola quadrangolare, costituita da un fastigio ad arco terminante a volute contenenti rosette, con il monogramma mariano raggiato al centro, contenente un vano il cui fregio reca una protome angelica al centro di un festone floreale". Il tabernacolo, evidentemente da datarsi al primo Ottocento per l'evidente carattere neoclassico, era rimasto vuoto e nel 1954, probabilmente su sollecitazione del Comitato per l'Estetica Cittadina, era stato decorato da una Madonna col Bambino e sant'Anna, donata da Primo Conti, che però venne rubato il 7 dicembre 1980. Dopo essere rimasto a lungo vuoto, ha contenuto un tondo di terracotta dipinto da Galeazzo Auzzi, raffigurante l'Eucaristia, e infine (dagli anni 2010) un busto ad altorilievo della Madonna Annunciata, opera di un artista dei laboratori dell'Opera del Duomo.
Più in basso si trova sostegno per un vaso per fiori e un tassello marmoreo con una croce.